# Antiochiai Szent Kézigránát

Artúr eldobni készül a gránátot

Az Antiochiai Szent Kézigránát egy kitalált fegyver, amelyet a Szent Grált kereső Artúr király vet be Caerbannog gyilkos nyula ellen a brit humoristacsoport, a Monty Python Gyalog galopp című filmjében. A gránátot, amely egy országalmára hasonlít (gömb, tetején kereszttel) Maynard barát felügyeli, más szent ereklyékkel együtt. A fegyvert a Caerbannog-barlangnál használják, mivel más módon nem tudják legyőzni az üreg bejáratát őrző vérengző nyulat. Mivel nem ismerik a gránát használatát, ezért Maynard barát társa felolvassa a „Fegyverek könyve” megfelelő passzusát („2. fejezet 9-21.”).
„S a magasba emelé Szent Attila a kézigránátot, és mondá: »Ó Uram, add áldásodat a te kézigránátodra, mellyel ellenségeidet ficlikké tépheted nagy kegyelmedben.« És elégedett vala az Úr, és ők lakmározának bárányt és lajhárt és málét, sós ringlit babbal és orángutánt és zsenge gyökereket és gyönge szekereket.(...) És szólt az Úr, mondván: »Húzd ki a Szent Biztosítószeget, majd azután számlálj el háromig. Se többet, se kevesebbet. Három legyen, ameddig számolsz, s ameddig számolsz, az háromig legyen. Négyig ne számolj hát ezért, sem pediglen kettőig, hacsak nem folytatod a te számolásodat háromig. Az ötöst szádra ne vedd. Midőn a hármashoz érsz, mely sorrendben a harmadik leszen, eldobandod te az Antiochiai Szent Gránátot a te ellened felé, ki, mivel nem kedves nekem, megdöglend.«”
Artúr az utasításnak megfelelően kihúzza a biztosítószeget, vagyis a gömb tetején található keresztet, majd némi számolási zavar után a barlang szájához hajítja a fegyvert, amely felrobban, és megsemmisíti a gyilkos nyulat.